# Villa Elvira (Santa Fe)
Villa Elvira es una localidad argentina ubicada en el departamento San Lorenzo de la provincia de Santa Fe. Se encuentra en la margen izquierda del río Carcarañá, entre la Autopista Rosario-Santa Fe, y la Ruta Nacional 11.
Forma una conurbación con la localidad de Villa La Ribera, la cual se encuentra en la margen opuesta del Carcarañá. Depende administrativamente de la comuna de Timbúes, de cuyo centro urbano dista unos 3,5 km al norte.
Su principal vía de comunicación es la Ruta Nacional 11, la cual la vincula al sur con Timbúes y al norte con Villa La Rivera. La Autopista Rosario-Santa Fe presenta accesos desde estas 2 localidades.
Es una zona residencial y turística, organizada como una serie de loteos a lo largo del río Carcarañá. Cuenta con un camping con pileta, el río no está habilitado como balneario por su irregularidad.

## Población
Cuenta con 297 habitantes (Indec, 2010), lo que representa un marcado incremento del 110,6% frente a los 141 habitantes (Indec, 2001) del censo anterior. La conurbación junto a la localidad de Villa La Ribera un total de 705 habitantes (Indec, 2010) entre ambas localidades.
| Gráfica de evolución demográfica de Villa Elvira entre 1991 y 2010 |
|                                                                    |
| Fuente: Censos nacionales del INDEC                                |